# سوزانا ديفيس
سوزانا ديفيس (بالإنجليزية: Suzanne Davis)‏ هي متزلجة فنية أمريكية، ولدت في 7 فبراير 1912 في Waban, Massachusetts ‏ في الولايات المتحدة، وتوفيت في 28 يوليو 1991 في ريتشموند في الولايات المتحدة.

## وصلات خارجية
- سوزانا ديفيس على موقع أوليمبيديا (الإنجليزية)